# Freudenberg (Bawaria)
Freudenberg – miejscowość i gmina w Niemczech, w kraju związkowym Bawaria, w rejencji Górny Palatynat, w regionie Oberpfalz-Nord, w powiecie Amberg-Sulzbach. Leży około 10 km na północny wschód od Amberga.

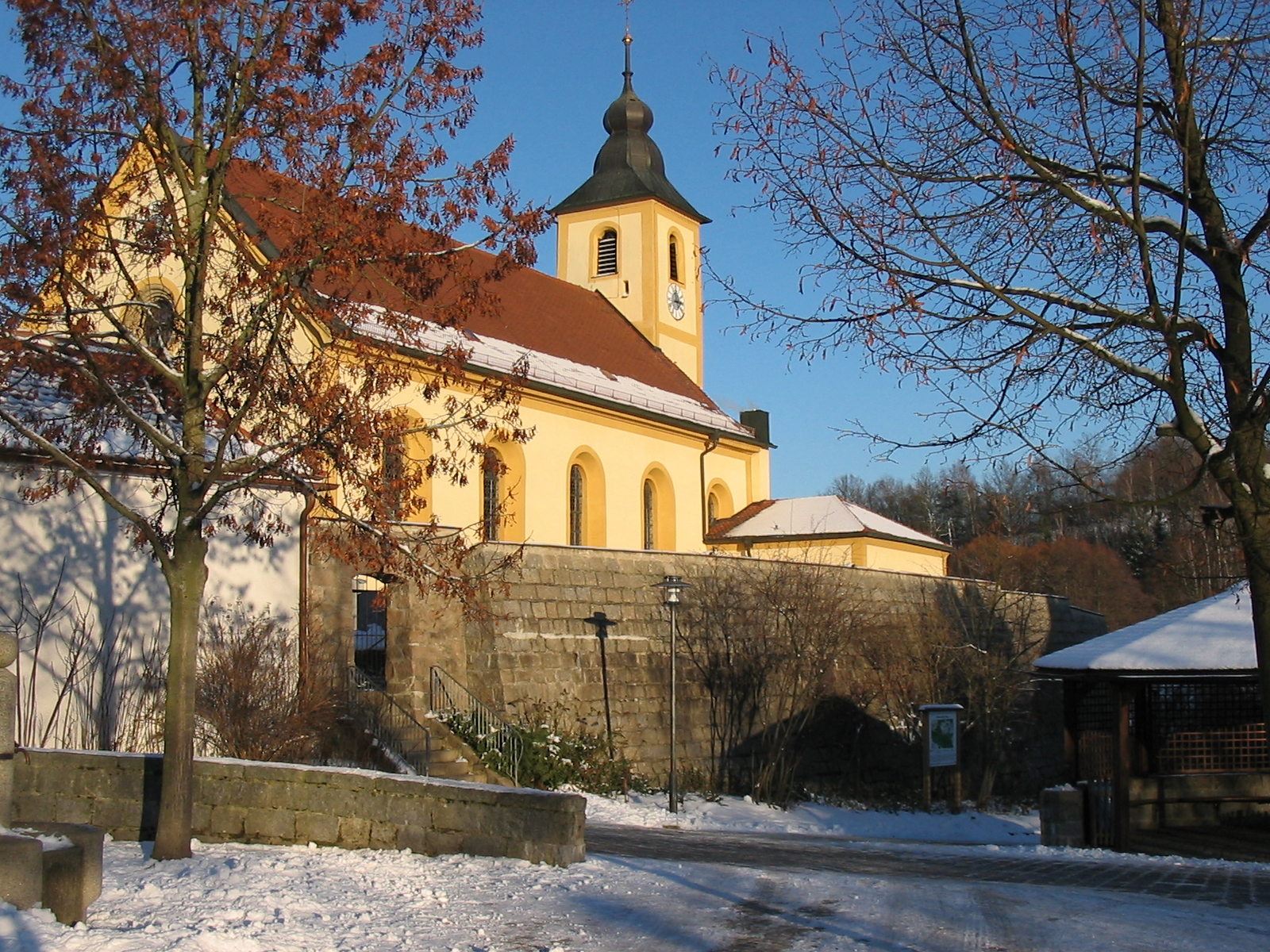
Kościół pw. św. Marcina (St. Martin)

W latach 1250–1594 tereny należały do książąt z rodu Freundenberg, których ostatnim przedstawicielem był Hans II Freudenberg. Po dawnym zamku Freudenbergów pozostały ruiny. Do czasów obecnych zachował się kościół pw. św. Marcina (St. Martin).

## Dzielnice
Gmina składa się z siedmiu dzielnic:
- Aschach
- Etsdorf
- Freudenberg
- Hiltersdorf
- Lintach
- Pursruck
- Wutschdorf